# Aeroporto di Benguela-17 de Setembro
L'Aeroporto di Benguela-17 de Setembro, indicato anche come Aeroporto di Benguela, (IATA: BUG, ICAO: FNBG) è un aeroporto angolano sito a Benguela, capoluogo dell'omonima provincia.
La struttura, intitolata al giorno degli eroi nazionali (Dia do Herói Nacional), è posta all'altitudine di 36 m s.l.m. (118 ft), costituita da un terminal, edificio che integra la torre di controllo e da una pista con superficie in asfalto, lunga 1 620 m e larga 30 m (5 315 x 100 ft) e orientamento 14/32, equipaggiata con dispositivi di illuminazione di assistenza all'atterraggio.
L'aeroporto è di proprietà del governo angolano, effettua servizio esclusivamente diurno (SR-SS) ed è aperto al traffico commerciale con accessibilità a velivoli di medie dimensioni, tipo Embraer EMB 120 o Fokker F50.